# Concertul unei Nopți de Vară

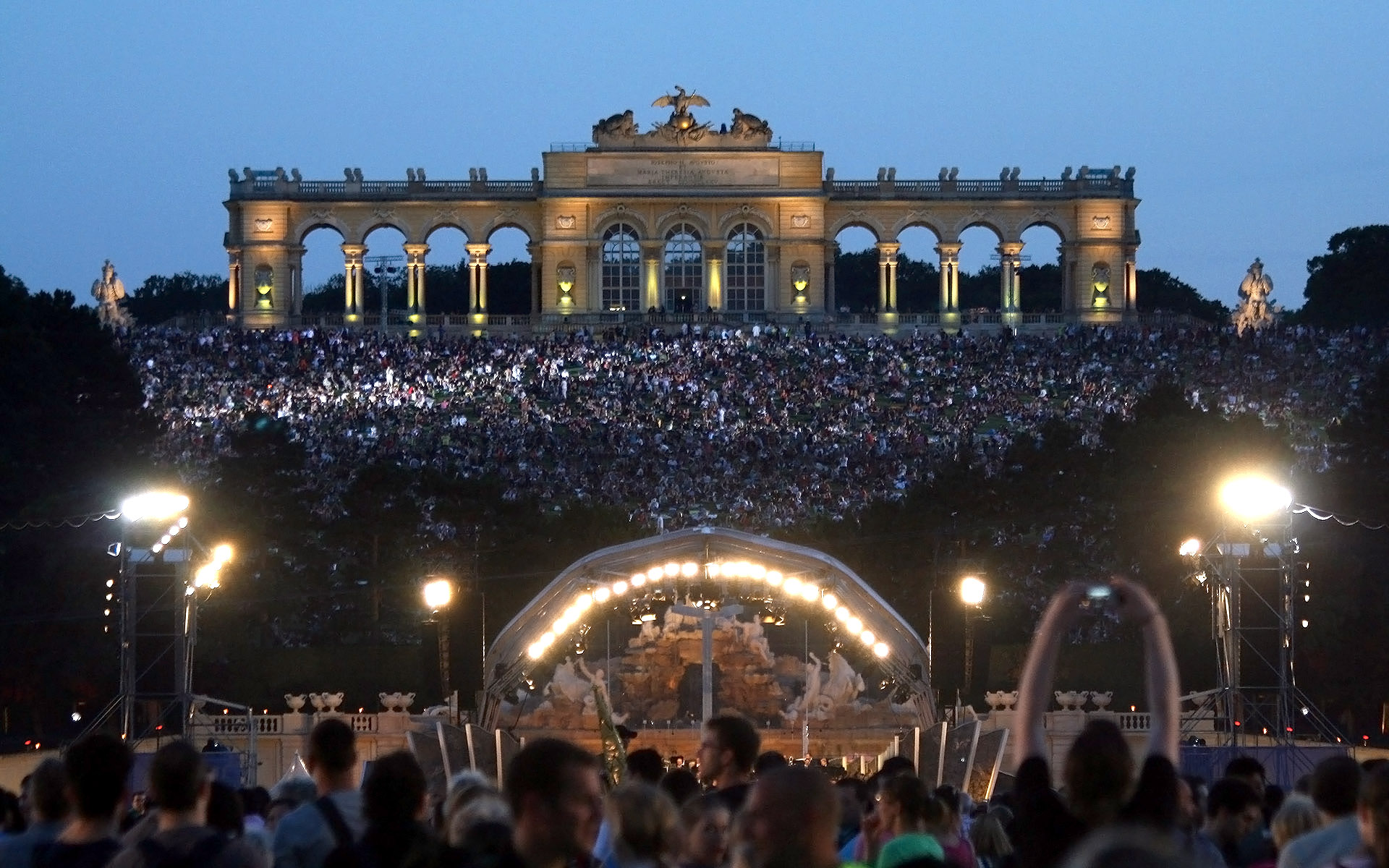
Vedere de la palat spre scenă în fața Fântânii lui Neptun, 2012

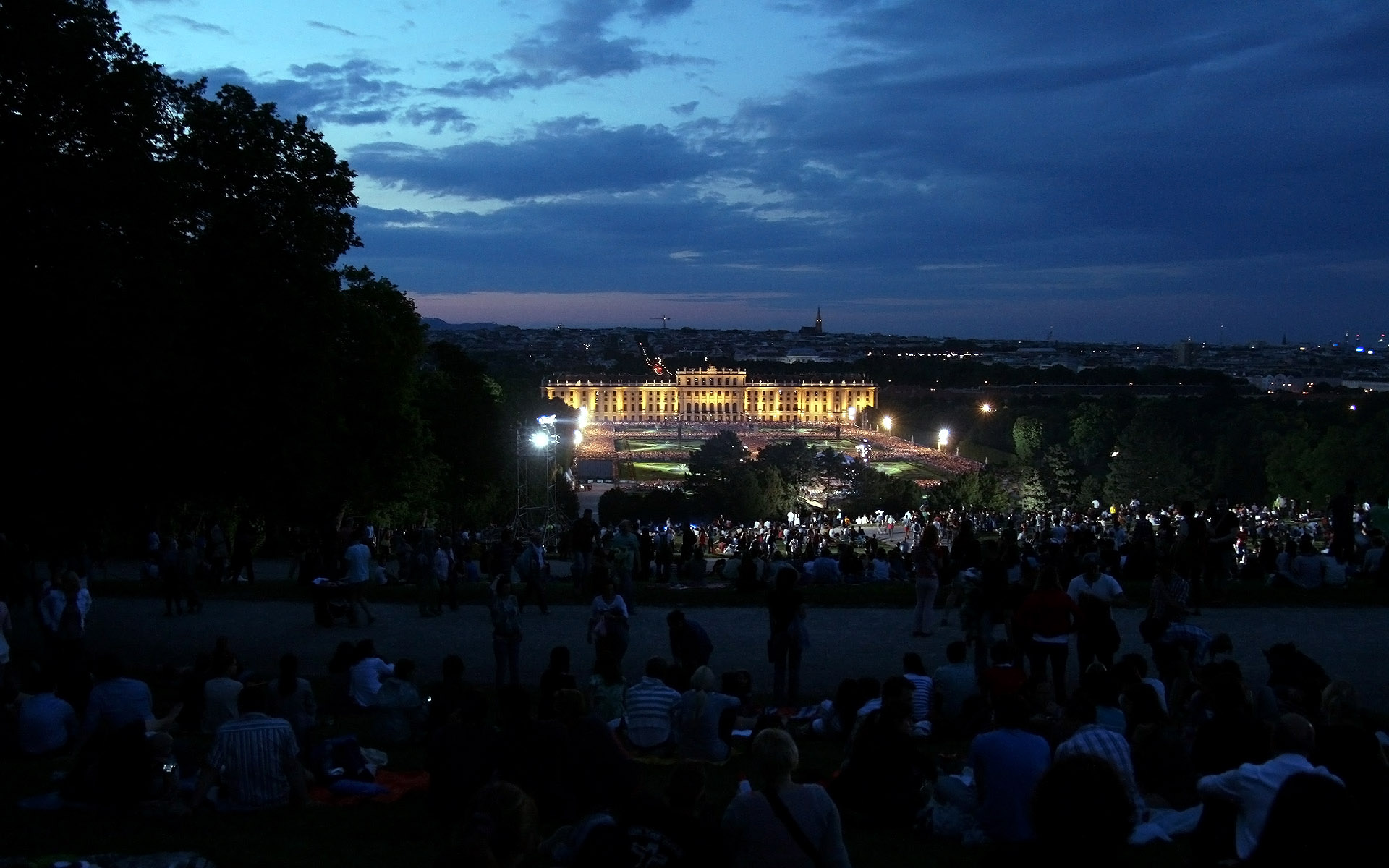
Vedere de la Gloriette spre scenă și palat, 2012

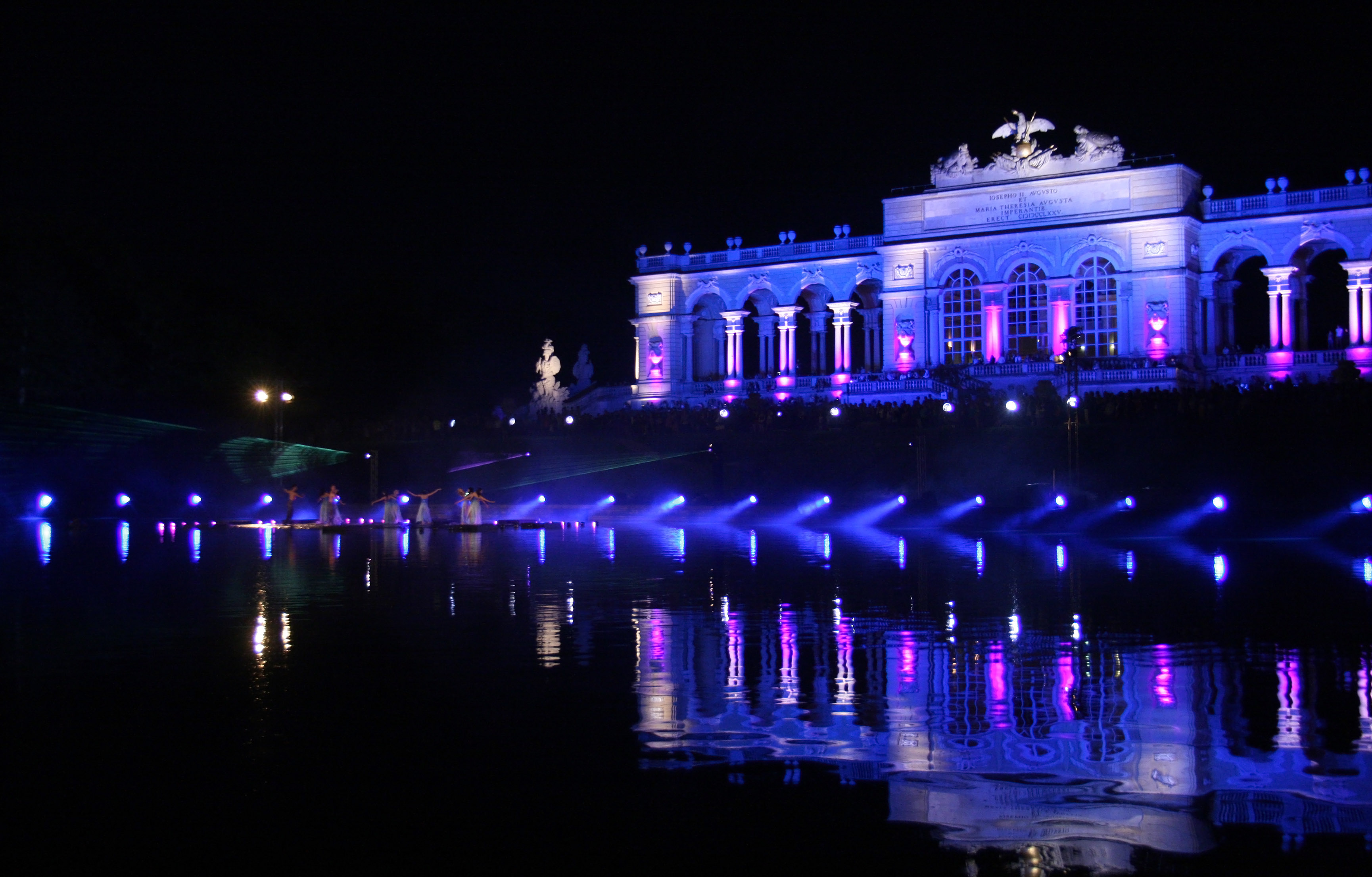
Balet în iazul Gloriettei, 2012

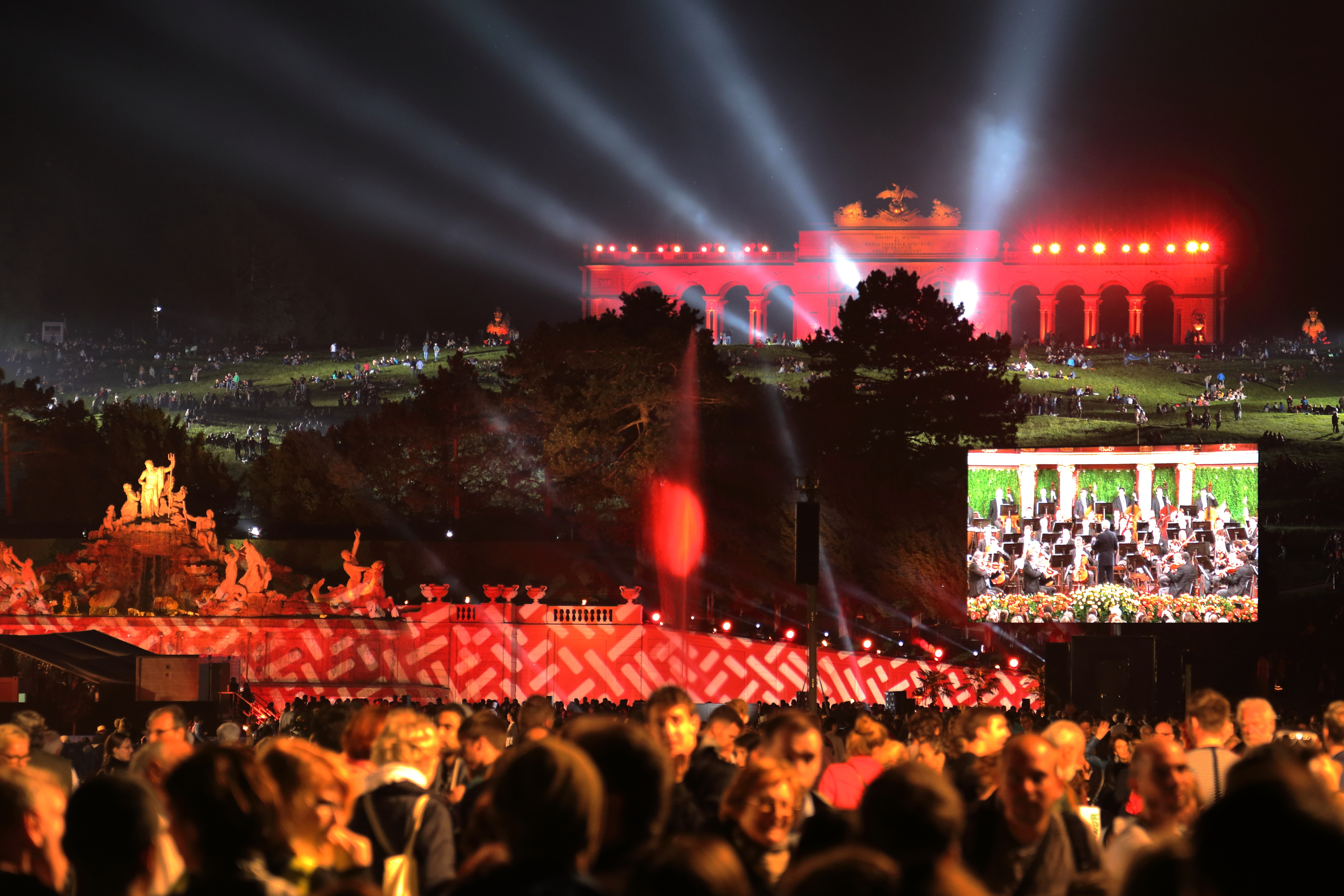
Concertul unei Nopți de Vară 2016

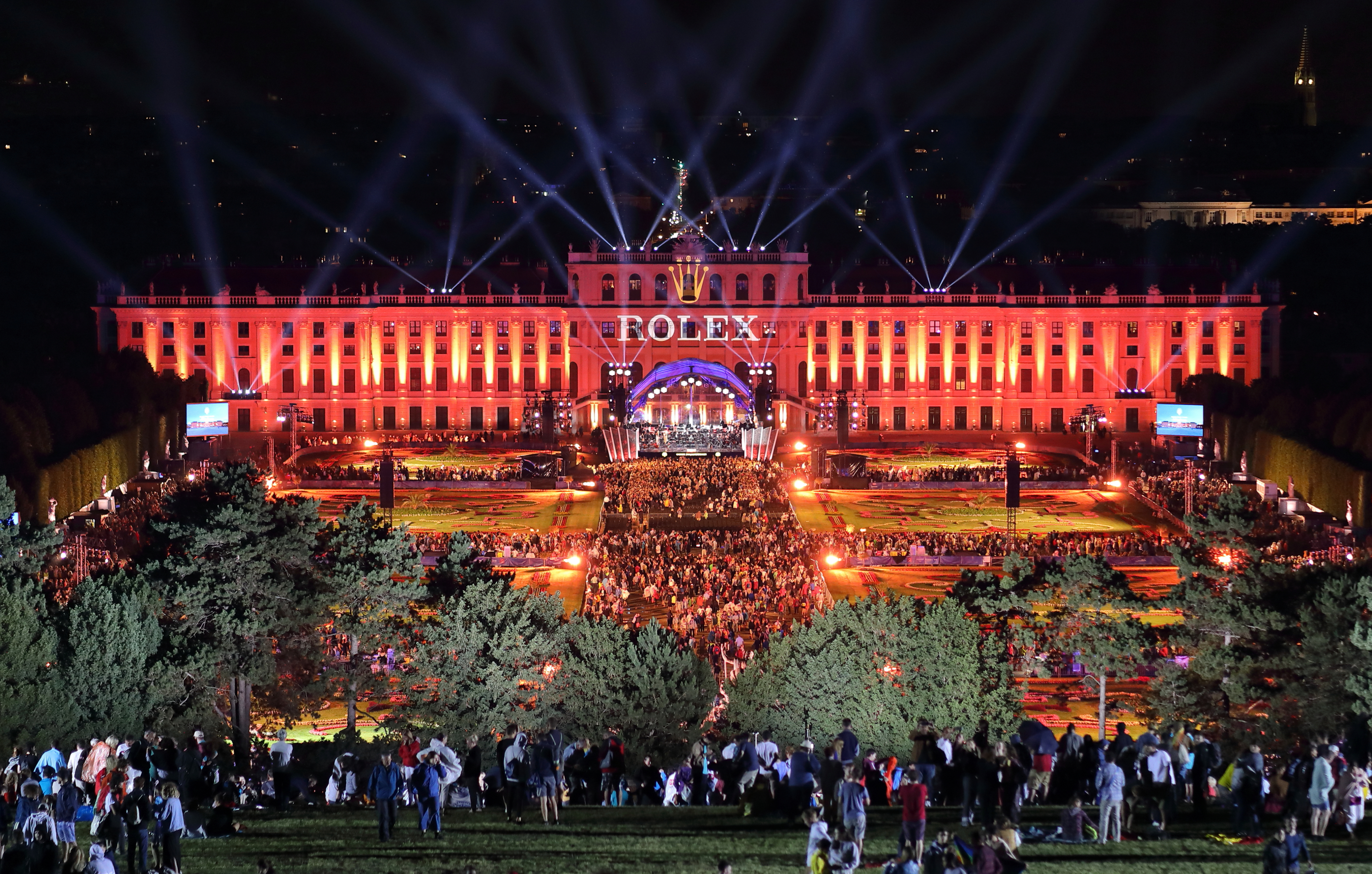
Concertul unei Nopți de Vară 2019

Concertul unei nopți de vară este un concert anual care se ține din 2004 în parcul Palatului Schönbrunn din Viena.  
Concertele au loc seara, în aer liber, scena fiind realizată în fața Fântânii lui Neptun.
Intrarea este liberă, întregul parc fiind deschis în seara concertului.

## Concerte
Evenimentul a fost prima dată realizat la 25 mai 2004 cu ocazia extinderii Uniunii Europene și intitulat "Concert pentru Europa". Acest concert a fost găzduit de către Guvernul Federal al Austriei. Dirijor a fost Bobby McFerrin, iar în program au fost incluse piese de muzică clasică ale unor compozitori din opt țări europene. Potrivit organizatorilor, la concert au participat 90.000 de spectatori, deși au fost așteptati doar 30.000.
În 2005 a dirijat Zubin Mehta, iar în 2006, când concertul a fost amânat din cauza vremii nefavorabile, a dirijat Plácido Domingo. 
În 2007, Filarmonica din Viena, sub bagheta lui Valery Gergiev a realizat un nou record de spectatori, și anume 140.000 de persoane.
Concertul din 2008, dirijat de Georges Prêtre, a fost primul care a avut loc sub numele „Concertul unei Nopți de Vară”. 
Daniel Barenboim a dirijat în 2009. 
In 2010 sub bagheta lui Franz Welser-Möst, a concertat la pian solistul Yefim Bronfman.
În 2011, a condus orchestra dirijorul rus Valery Gergiev, solist fiind violonistul Benjamin Schmid.
Datorită relației strânse pe care Filarmonica din Viena o are cu Japonia, în 2011 concertul a avut loc ca eveniment de strângere de fonduri pentru sprijinirea victimelor cutremurului din Tōhoku. Au transmis evenimentul în direct 60 de posturi de televiziune.
Concertul unei Nopți de Vară din 2012a fost dirijat de Gustavo Dudamel. Spectatorii au putut admira Baletul Operei de Stat din Viena pe o scenă construită în iaz în fața Gloriettei în coregrafia lui Gregor Hatala.
În 2013 a dirijat Lorin Maazel, programul fiind ales în onoarea lui Verdi și a lui Wagner, în acest an sărbătorindu-se 200 de ani de la nașterea acestora.
În anul 2014 a dirijat Christoph Eschenbach pe 29 mai, programul fiind alcătuit din piese ale compozitorilor: Hector Berlioz, Franz Liszt și Richard Strauss.
În anul 2015 a dirijat pe 14 mai Zubin Mehta, avându-l ca solist pe Rudolf Buchbinder. În program au fost lucrări de: Richard Strauss, Carl Nielsen, Edvard Grieg, Christian Sinding, Jean Sibelius, Hans Christian Lumbye, Johann Strauss, Jr..
În anul 2016 a dirijat pe 26 mai Semyon Bychkov, Katia și Marielle Labèquela interpretând Concertul pentru doua piane de Francis Poulenc, în program fiind și piesele compozitorilor Georges Bizet, Hector Berlioz și Maurice Ravel.
În anul 2017 a dirijat pe 25 mai Christoph Eschenbach, solistă fiind soprana Renée Fleming. În program lucrări de: Antonín Dvořák, Piotr Ilici Ceaikovski, Serghei Rahmaninov, Engelbert Humperdinck, John Williams și Igor Stravinski.
În anul 2018 concertul a avut loc pe 31 mai sub bagheta dirijorului Valery Gergiev, solistă fiind soprana Anna Netrebko. În program lucrări de: Giuseppe Verdi, Gioacchino Rossini, Pietro Mascagni, Giacomo Puccini, Francesco Cilea, Piotr Ilici Ceaikovski, Serghei Prokofiev și Ruggiero Leoncavallo.
În anul 2019 concertul a avut loc pe 20 iunie sub bagheta dirijorului Gustavo Dudamel, solistă fiind pianista Yuja Wang. În program lucrări de: Leonard Bernstein, Johann Strauss (fiul),  George Gershwin, Max Steiner, John Philip Sousa, Samuel Barber, Carl Michael Ziehrer, Antonín Dvořák.
În anul 2020, datorită pandemiei de coronavirus, concertul a fost amânat pentru 18 septembrie, sub bagheta dirijorului Valery Gergiev. Se cunoaște solistul care va fi tenorul Jonas Kaufmann. Concertul are ca temă «Iubirea», iar în program vor fi arii de Jules Massenet, Emmerich Kálmán și Giacomo Puccini, lucrări selectate din concerte, film, balet, operă și operetă.